# Nová Cerekev
Nová Cerekev (en allemand : Neu Zerekwe) est un bourg (městys) du district de Pelhřimov, dans la région de Vysočina, en République tchèque. Sa population s'élevait à 1 120 habitants en 2020.

## Géographie
Nová Cerekev se trouve à 8 km au sud de Pelhřimov, à 34,5 km à l'ouest-sud-ouest de Jihlava à 90 km au sud-est de Prague.
La commune est limitée par Čížkov et Pelhřimov au nord, par Dubovice, Pelhřimov et Ondřejov à l'est, par Ústrašín, Střítež et Těmice au sud et par Lidmaň, Moraveč et Leskovice à l'ouest.

## Histoire
La première mention écrite de la localité date de 1330.

## Administration
La commune se compose de sept sections :
- Částkovice
- Chmelná
- Markvarec
- Myslov
- Nová Cerekev
- Proseč-Obořiště
- Stanovice

## Transports
Par la route, Nová Cerekev se trouve à 10 km de Pelhřimov, à 41 km de Jihlava à 118 km de Prague.